# Варене
Варене (лит. Varėnė) — река на юго-востоке Литвы, в Алитусском и Варенском районах страны. Правый приток реки Мяркис. Длина составляет 47,7 км; площадь водосборного бассейна — 410,8 км². Впадает в Меркис у города Варена. Средний расход воды — 3,36 м³/с.
Наиболее значительные притоки: Абиста, Муся и Дусмяна. Годовой сток реки распределяется по временам года следующим образом: 36 % — весной, 19 % — летом, 21 % — осенью и 24 % — зимой.

## Галерея

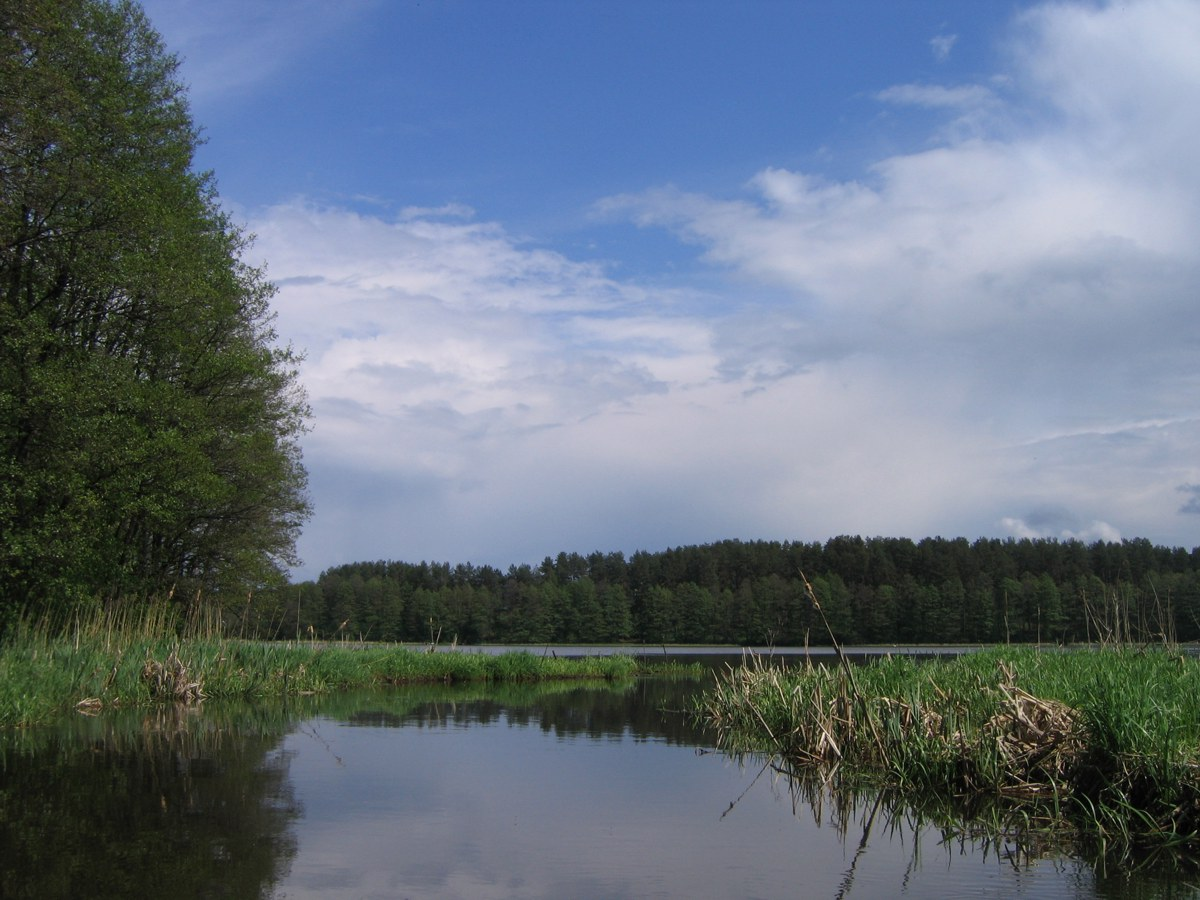
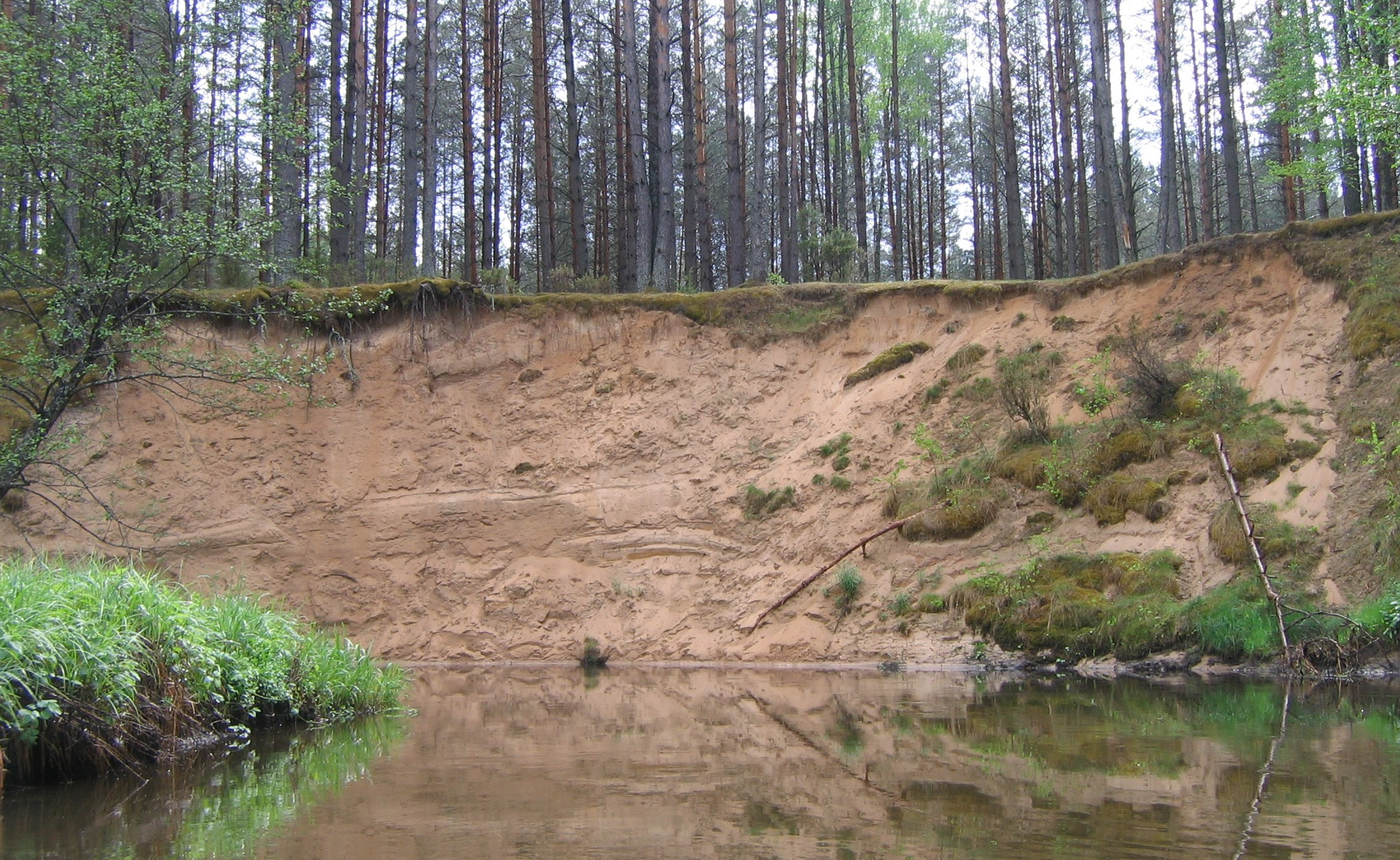
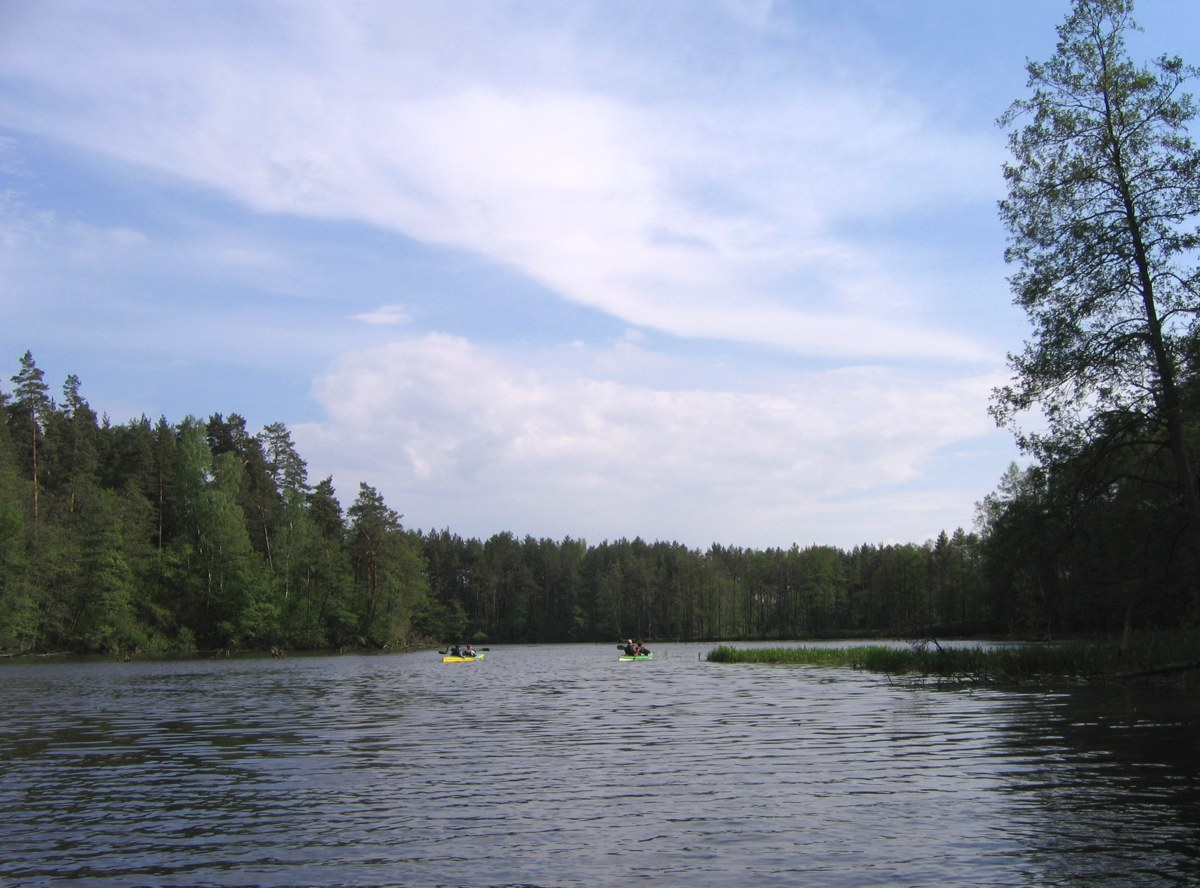